# دياكوبتو
دياكوبتون (Διακοπτόν) هي مدينة في أهيا في مقاطعة كينتريكي إلادا في اليونان. وكانت بلدية سابقا قبل إدخالها في بلدية أيغياليا
يبلغ عدد سكانها حوالي 2428 نسمة.